# Vadász Zsolt
Vadász Zsolt (Ózd, 1972. október 23. – 2024. június 21.) magyar színész, operett- és operaénekes. A Budapesti Operettszínház posztumusz örökös tagja.

## Életpályája
A Gór Nagy Mária Szinitanodában és a Budapesti Operettszínház Zenés-Színészképző Stúdiójában tanult színészetet és éneklést.
1997-től 2001-ig az egri Gárdonyi Géza Színház tagja volt. 2000–2002 között a debreceni Csokonai Színházban játszott. 2001 óta a Budapesti Operettszínház művésze. Rendszeresen vendégszerepelt vidéken és külföldi színházakban is.
2008-ban megkapta az Évad Operettszínésze kitüntetést.
2024. június 21-én egy gyors lefolyású betegség következtében hunyt el, halálát húsevő baktérium okozta.
A nyilvánosság kizárásával helyezték örök nyugalomra a Fiumei úti sírkertben.

### Családja
Felesége Lukács Anita operetténekes-színésznő volt.

## Főbb szerepei

### Operett
- Csárdáskirálynő – Edwin
- Marica grófnő – Tasziló
- A cirkuszhercegnő – Mr. X
- A mosoly országa – Szu Csong
- Cigányszerelem – Jonel
- A víg özvegy – Rosillon, Danilo
- Luxemburg grófja – René
- Denevér – Eisenstein, Alfréd
- Cigánybáró – Ottokár
- Bécsi vér – Balduin gróf
- Egy éj Velencében – Caramello, Herceg
- Kékszakáll – Kékszakáll
- Párizsi élet – Frick
- Mágnás Miska – Baracs István
- Sybill – Petrov, Nagyherceg
- Mária főhadnagy – Jancsó Bálint,Draskóczy Ádám

### Opera
- A varázsfuvola – Tamino
- Szöktetés a szerájból – Belmonte
- Pillangókisasszony – Pinkerton
- A köpeny – Luigi
- Traviata – Alfréd
- Hoffmann meséi – Hoffmann
- Parasztbecsület – Turiddu
- Jenufa – Steva

## Díja
- A Budapesti Operettszínház örökös tagja (2024, posztumusz)
- Honthy-díj (2024, posztumusz)[12]